# John Patrick Micklethwait Brenan
John Patrick Micklethwait Brenan ( 19 de junio de 1917, Chislehurst - 26 de septiembre de 1985, Kew) fue un botánico inglés.
Obtiene su Master de Artes en la Universidad de Oxford en 1940 e ingresa al "Instituto Imperial Forestal de Oxford" (hoy [https://web.archive.org/web/20150302170136/http://www.plants.ox.ac.uk/ofi/ "Oxford Forestry Institute").
Recolecta flora de Zambia y de Tanzania entre 1947 y 1948.
Entra a trabajar en el herbario del Real Jardín Botánico de Kew en 1948; y dirige su sección africana en 1959.
Es nombrado miembro de la Sociedad linneana de Londres en 1952.
En 1965, es guardián del herbario y director adjunto, para ser director en 1976. Miembro de diversas sociedades científicas, dirige la "Asociación de Botánica Tropical" en 1970-1971 y la Sociedad Botánica de las islas británicas" en 1982.

## Fuente
- Ray Desmond (1994). Dictionary of British and Irish Botanists and Horticulturists including Plant Collectors, Flower Painters and Garden Designers. Taylor & Francis, & The Natural History Museum (Londres). ISBN 0-85066-843-3

- La abreviatura «Brenan» se emplea para indicar a John Patrick Micklethwait Brenan como autoridad en la descripción y clasificación científica de los vegetales.[1]